# معيار الغرض العام
معيار الغرض العام عبارة عن مفهوم هام في القانون الدولي يحكم بشكل كبير الاتفاقات الدولية المتعلقة بالأسلحة الكيميائية (CW). ورغم أن هذا المصطلح غير موجود في تلك الاتفاقيات، إلا أنه «يتم استخدامه بشكل منتظم» لوصف الطبيعة الشاملة للمحظورات المتعلقة بكل الأسلحة الكيميائية.

## المجال
يحكم نطاق هذا المعيار بصفة كبيرة الغرض من العوامل الكيميائية في مقابل الأهداف المحددة. وبالتالي لا تكون المحظورات مقتصرة على قائمة محددة، ولكنها تشتمل على كل الأسلحة الكيميائية لتضمين التجسيدات المستقبلية.